# Государственная гарантия
Государственная гарантия — это:
1. обязательство государства перед гражданами или юридическими лицами, предполагающее предоставление материальных или нематериальных благ в соответствии с государственными стандартами и общепризнанными нормами международного права.
2. долговое обязательство, часть государственного долга, используемая для стимулирования определенных направлений в экономике (поддержка экспортеров, предприятий ОПК, стратегических предприятий и т.п.).

## "Долговые" гарантии
Ключевые условия предоставления государственных гарантий:
- Выдаются бесплатно
- Бесплатно осуществляются все процедуры по оформлению соответствующей документации на их получение
- Предоставляются в иностранной валюте
- Покрывают от 85 до 95% суммы сделки
- Предоставляются на срок до 20-ти лет
- Продукция должна соответствовать перечню, утвержденному Распоряжением Правительства. В Российской Федерации это распоряжение № 1222-р от 21.09.2004

Государственные гарантии предоставляются в пользу:
- российских и зарубежных банков-кредиторов
- российских экспортеров

Государственные гарантии покрывают платежные обязательства:
- иностранных государств по привлеченным кредитам,  выданным суверенным гарантиям и прямым контрактам при закупках российской промышленной продукции;
- иностранных компаний – импортеров российской промышленной продукции по контрактам и привлеченным на эти цели кредитам;
- банков стран импортеров по привлеченным ими кредитам и предоставленным гарантиям по сделкам с российскими экспортерами;
- российских экспортеров по кредитам, привлеченным для финансирования экспортных контрактов.

## Конституционные гарантии
Государственные гарантии, закрепленные Конституцией, являются конституционными гарантиями государства.

### Гарантии предоставления материальных благ
Примеры государственной гарантии, предоставляющие материальные блага:
- Конституция РФ Глава 1 Статья 8. п.1. В Российской Федерации гарантируются единство экономического пространства, свободное перемещение товаров, услуг и финансовых средств, поддержка конкуренции, свобода экономической деятельности
- Конституция РФ Глава 2 Статья 37 п.5. Каждый имеет право на отдых. Работающему по трудовому договору гарантируются установленные федеральным законом продолжительность рабочего времени, выходные и праздничные дни, оплачиваемый ежегодный отпуск
- Конституция РФ Глава 2 Статья 39 п. 2. Государственные пенсии и социальные пособия устанавливаются законом
- Закон РФ «О полиции» Глава 8. Гарантии социальной защиты сотрудника полиции
- Трудовой кодекс РФ Статья 313. Гарантии и компенсации лицам, работающим в районах Крайнего Севера и приравненных к ним местностях
- Трудовой кодекс РФ Статья 323. Гарантии медицинского обслуживания
- Закон "Об образовании" Глава I Статья 5 п. 3. Государство гарантирует гражданам общедоступность и бесплатность дошкольного, начального общего, основного общего, среднего (полного) общего образования и начального профессионального образования...
- Закон "О высшем образовании" Глава I Статья 2 п.4. Гражданам Российской Федерации гарантируется получение на конкурсной основе бесплатного высшего и послевузовского профессионального образования в государственных и муниципальных образовательных учреждениях высшего профессионального образования...

### Гарантии предоставления нематериальных благ
Примеры государственной гарантии, предоставляющие нематериальные блага
- Конституция РФ Глава 1 Статья 12. В Российской Федерации признается и гарантируется местное самоуправление...
- Конституция РФ Глава 2 Статья 17 п.1. В Российской Федерации признаются и гарантируются права и свободы человека и гражданина согласно общепризнанным принципам и нормам международного права...
- Конституция РФ Глава 2 Статья 28. Каждому гарантируется свобода совести, свобода вероисповедания...
- Конституция РФ Глава 2 Статья 29 п.1. Каждому гарантируется свобода мысли и слова
- Конституция РФ Глава 2 Статья 44 п.1. Каждому гарантируется свобода литературного, художественного, научного, технического и других видов творчества, преподавания
- Конституция РФ Глава 2 Статья 45 п. 1. Государственная защита прав и свобод человека и гражданина в Российской Федерации гарантируется
- Конституция РФ Глава 2 Статья 48 п.1. Каждому гарантируется право на получение квалифицированной юридической помощи
- Конституция РФ Глава 3 Статья 69. Российская Федерация гарантирует права коренных малочисленных народов в соответствии с общепризнанными принципами и нормами международного права и международными договорами Российской Федерации
- Закон "Об образовании" Глава I Статья 5 п. 1. Гражданам Российской Федерации гарантируется возможность получения образования...
- Закон "Об альтернативной гражданской службе" Глава 4 Статья 19 п.7. Гражданам, проходящим альтернативную гражданскую службу, гарантируется право на охрану здоровья и медицинскую помощь
- Закон "О высшем образовании" Глава I Статья 2 п.5. Гражданам Российской Федерации гарантируется свобода выбора формы получения высшего и послевузовского профессионального образования, образовательного учреждения и направления подготовки (специальности)
- Закон "О высшем образовании" Глава III Статья 16 п.6. Студентам высших учебных заведений гарантируется свобода перехода в другое высшее учебное заведение...